# Tatjana Andrejewna Antoschina
Tatjana Andrejewna Antoschina (russisch Татьяна Андреевна Антошина; * 27. Juli 1982 in Moskau) ist eine ehemalige russische Radrennfahrerin.

## Sportliche Laufbahn
Antoschina wurde achtmal russische Meisterin: 2006, 2009, 2010 und von 2013 bis 2015 in Folge im Einzelzeitfahren sowie 2010 und 2014 im Straßenrennen (Stand 2014). Bei den UCI-Straßen-Weltmeisterschaften 2008 im Einzelzeitfahren belegte sie Platz vier. Ihre bedeutendsten Erfolge bei Etappenrennen erzielte sie im Jahr 2011, als sie sowohl das tschechische Rennen Gracia Orlová als auch die französische Trophée d’Or Féminin gewann. 2015 gewann sie die Tour de Feminin – O cenu Českého Švýcarska sowie das Zeitfahren Chrono des Nations.
Am 31. Mai 2016 wurde Antoshina bei einer Dopingkontrolle außerhalb des Wettkampfs positiv auf die verbotene Substanz GHRP-2 getestet, anschließend von der UCI suspendiert und von ihrem Astana Women’s Team entlassen. Sie wurde wegen Dopings bis zum 4. März 2020 gesperrt.
Tatjanas Zwillingsschwester Anna ist ebenfalls Radrennfahrerin.

## Palmarès
2007
- Russische Meisterin – Straßenrennen

2007
- Russische Meisterin – Einzelzeitfahren

2009
- Russische Meisterin – Straßenrennen

2010
- Russische Meisterin – Straßenrennen
- Russische Meisterin – Einzelzeitfahren

2011
- Gracia Orlová
- Trophée d’Or Féminin
- eine Etappe Tour Féminin en Limousin

2013
- Russische Meisterin – Einzelzeitfahren
- eine Etappe Tour Féminin en Limousin
- eine Etappe Tour Cycliste Féminin International de l’Ardèche

2014
- Russische Meisterin – Straßenrennen
- Russische Meisterin – Einzelzeitfahren

2015
- Gesamtwertung und eine Etappe Tour de Feminin – O cenu Českého Švýcarska
- Chrono des Nations
- Russische Meisterin – Einzelzeitfahren
- eine Etappe Tour de Bretagne Féminin

## Teams
- 2007 Fenixs-HPB
- 2008 Fenixs
- 2009 Gauss RDZ Ormu-Colnago
- 2010 Team Valdarno
- 2011 Gauss

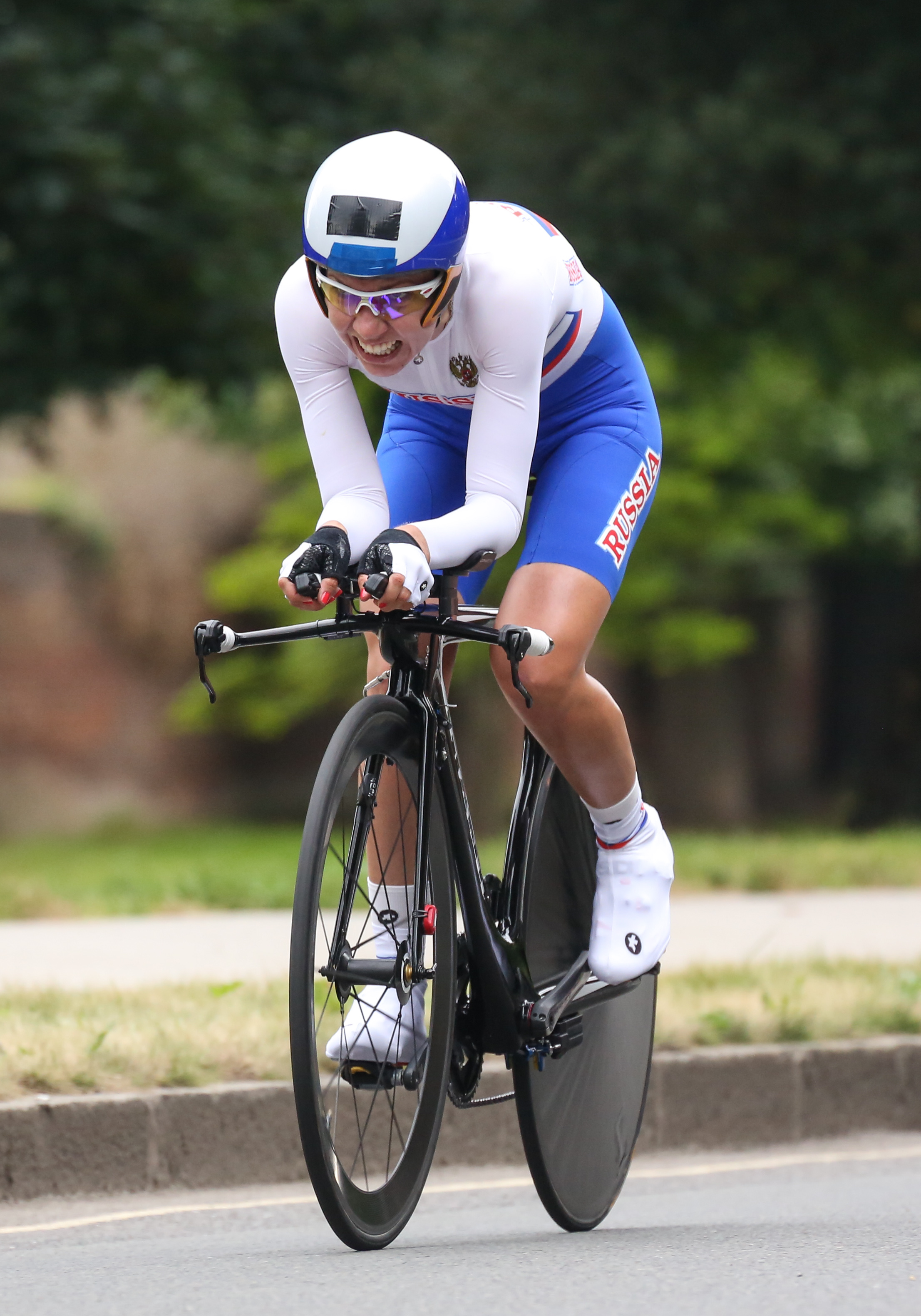
Tatjana Antoschina im Zeitfahren bei den Olympischen Spielen 2012 in London.

- 2012 Stichting Rabo Women Cycling Team
- 2013 MCipollini Giordana
- 2014 RusVelo
- 2015 Servetto Footon
- 2016 Astana Women’s Team